# Heinkel He 419
O Heinkel He 419 foi um caça monoplano bimotor multiusos desenvolvido pela Heinkel, na Alemanha. Era uma evolução do Heinkel He 219.